# Augustinianum (rivista)
Augustinianum è una rivista accademica esaminata con il metodo peer-reviewed nata nel 1961.

## Descrizione
La rivista è nota in ambito accademico per i contributi sulla letteratura targumica, mentre dal 1970 iniziò un suo percorso patristico, stabilizzandosi in esso dal 1973. La rivista, dal suo primo volume, ha pubblicato numerosi articoli e recensioni dedicati allo studio dei padri della Chiesa e della letteratura cristiana antica. La rivista Augustinianum è curata da Antonio Gaytán e pubblicata dall'Istituto patristico Augustinianum di Roma.
Gli ultimi cinque volumi – dal numero 57 (2017) al 61 (2021) – vedono pubblicati sei contributi in lingua francese; trenta in inglese; cinquanta in italiano; undici in spagnolo; due in tedesco. Sono state inoltre pubblicate cinquantanove recensioni, scritte in diverse lingue. Senza che ci si soffermi su ogni singolo contributo pubblicato su ‘Augustinianum’, possiamo schematizzare le ricerche all’interno di diverse categorie sulla base del loro contenuto: articoli di carattere filologico, studi sull’opera di Agostino, edizioni critiche, ricerche di critica testuale, indagini sulla storia della teologia, trattazioni sulla teologia dei Padri della Chiesa, Patrologia Orientale, Archeologia ed Epigrafia cristiana.
Per quanto riguarda i contributi di carattere filologico possiamo indicare: G. Stefanelli, Cristiani, giudei e pagani: lessico, esegesi e polemica nei Tractatus in Psalmos di Gerolamo (2017); A. D’Anna, Sul testo della Passio Petri et Pauli (2017); A. Sáez Gutiérrez – J. J. Ayán Calvo, Acerca del término ὑπόϑεσις en el Adversus haereses de Ireneo de Lyon (2018); F. Ruggiero, Osservazioni sul testo del Πρὸς Διόγνητον (2018); P. Liverani, La Σκιά (Hbr. 10,1) e la verità dei colori (2020); P. de Navascués – B. Outtier, Hippolytus. In Canticum II,3 (CPG 1871): las dos alianzas. Nota filológica (2021).
Le ricerche riguardanti il pensiero di Agostino per ovvie ragioni sono molte. Ne segnaliamo solo alcune: J. van Neer, Esau and Jacob (Sermon 4). Augustine’s Solution to an “Insoluble” Problem (2017); P. van Geest, Sed ea quae obscura sunt praetermitto (Speculum 108). Augustine’s Selection of Scriptural Quotations in his Speculum as Proof of his Desire to Effect a Confrontation (2017); Th. Clemmons, The Common, History, and the Whole: Guiding Themes in De vera religione (2018); M. Foley, The Fruit of confessing Lips: Sacrifice and the Genre of Augustine’s Confessions (2019); W. E. Helleman, Predication according to Substance and Relation: The Argument of Augustine’s De Trinitate 6 (2019); A. Miranda, Noli adhaerere velle seni mundo. Agostino e la conversione del mondo pagano nei discorsi al popolo (2020); A. H. Pierce, At the Crossroads of Christology and Grace: Augustine On the Union of Homo and Verbum in Christ (ca. 411–430) (2020); N. Cipriani, Il De immortalitate animae di Agostino nella critica più recente (2021).
Le edizioni critiche che sono state pubblicate in questi ultimi anni sono: F. Dolbeau, Deux Sermons d’Augustin pour les fêtes de Jean-Baptiste et de Pierre et Paul (s. 293 et 299) (2017); S. G. Americano, Ignazio d’Antiochia nel ‘Pandette della Sacra Scrittura’ di Antioco di San Saba (CPG 7842-7844). Tradizione manoscritta, testo critico e commento (2017); A. Orengo, Canoni conciliari armeni: Šahapivan e Dowin (2018).
Per quanto riguarda la critica del testo citiamo di seguito solo alcuni degli articoli in merito: F. Ruggiero, Spirabat paululum iam. Una nuova congettura per un noto locus desperatus agostiniano (2017); B. Paschke, Die Brüsseler Handschrift 8232-33: Ein griechischer Textzeuge für die Metastasis des Apostels Johannes (2019); P. de Navascués, Nota a Ireneo, Adversus Haereses 1, 1, 1: Fuisse in immensis aeonibus (2019); R. Oliva Martínez, Epifanio de Salamina en Barb. gr. 441 (2019); J. L. Narvaja, Recepción de Ireneo en el siglo XII. El Liber de sectis hereticorum de Balduino de Canterbury, testimonio de un manuscrito perdido del Adversus Haereses (2020); R. Oliva Martínez, Orientaciones para el estudio del contenido del Vat. gr. 1196 (2020); Ch. Guignard, Hilaire de Poitiers, Commentaire sur Matthieu 33, 5: plaidoyer pour le texte de la famille α (2020); A. Segneri, Spigolature pseudodidimiane (2021); A. Nigra, Note per l’attribuzione a Massimo il Confessore di parte degli Scholia al Corpus Dionysiacum (2021).
Sulla storia della teologia possiamo indicare i seguenti: C. dell’Osso, Le origini del monoenergismo/monotelismo (2017); G. D. Dunn, Ecclesiology in Early North African Christianity (2017); E. Wipszycka, The Canons of the Council of Chalcedon Concerning Monks (2018); S. A. Robbe, Rufino difensore dell’ortodossia niceno-costantinopolitana. La versione latina di h. e. 1, 1-3 a confronto con l’originale (2019); E. Prinzivalli, Haereticorum baptisma. Aspetti della controversia battesimale tra Occidente e Oriente nel III secolo (2020); S. Fernández, “Begotten” and “Created”. The Synod of Ancyra (358 C.E.) on the Perfect Birth of the Son of God (2021); J. J. Gallagher, History, Eschatology, and the Development of the Six Ages of the World (2021).
Anche gli studi sulla teologia dei Padri della Chiesa sono molti. Ne citiamo solo alcuni: M. Monfrinotti, Il Dio creatore nelle testimonianze esamerali di Teofilo di Antiochia e Clemente di Alessandria (2018); M. Gyurkovics, La santa prole. Il frutto del matrimonio Cristiano nella teologia di Clemente di Alessandria (2018); C. Ricci, Hi quattuor egregii doctores […] ueluti clarissima sidera micant: la recezione dei Padri della Chiesa latina nell’Umanesimo mitteleuropeo (2020); D. Scardia, Tractatus in psalmum 15, 8 (Series altera): Gerolamo tra rispetto dei modelli e autonomia esegetica (2020); J. Varela Rodríguez, Isidoro de Sevilla ante Gregorio Magno: aspectos de la teología moral (2020); A. E. T. McLaughlin, Lives, Lives, and Afterlives: The Exemplary Pedagogy of Caesarius of Arles (2021).
La rivista, oltre a pubblicare edizioni di testi appartenenti alla Patrologia Orientale, si occupa anche della loro teologia, come ad esempio in: F. Vecoli, Norme, malédiction et forme de vie dans les “règles” de Chenouté (2018); F. Berno, The Nag Hammadi Reception of 1 Enoch. Some Preliminary Remarks and a Case Study: A Valentinian Exposition (NHC XI, 2; CPG 1216; CC 0669) (2019).
Infine, sono stati pubblicati anche articoli sull’archeologia e l’epigrafia cristiana: P. L. Gatti, Le Faussaire et la Ville: la correspondance entre Sénèque et l’apôtre Paul mise à l’épreuve de l’archéologie (2018); L. Covello, Ipotesi ricostruttiva dei sistemi di accesso della Basilica Onoriana di Sant’Agnese fuori le mura (2018); J. Leoni, Gli epigrammi di Papa Damaso e Roma Christiana (2019).
Per quanto riguarda gli autori che pubblicano su ‘Augustinianum’ si tratta di ricercatori provenienti dai più svariati ambienti accademici, nazionali e internazionali. Il panorama italiano trova rappresentati i seguenti istituti: Facoltà Teologica dell’Emilia-Romagna (Bologna); Facoltà Teologica dell’Italia Settentrionale (Torino); Pontificio Istituto Biblico (Roma); Sapienza Università di Roma; Università degli Studi “G. d’Annunzio” (Chieti – Pescara); Università degli Studi della Basilicata; Università degli Studi di Firenze; Università degli Studi Roma Tre; Università di Pisa. A questi si aggiungono numerose istituzioni internazionali: Baylor University (Texas, USA); École Européenne Luxembourg II (Bertrange, Luxembourg); Evangelische Theologische Faculteit (Leuven, Belgium); Gannon University (Pennsylvania, USA); Institut d’études religieuses de l’Université de Montréal (Canada); Institut de France (Paris); Laboratoire d’études sur les monothéismes (Aubervilliers, France); Ludwig-Maximilians-Universität (München, Deutschland); Pontificia Universidad Católica (Santiago, Chile); St Athanasius Greek-Catholic Theological Institute (Nyíregyháza, Hungary); The Catholic University of America (Washington DC, USA); Tilburg University (Utrecht, The Netherlands); Universidad San Dámaso (Madrid, España); Universidade de Santiago de Compostela (A Coruña, España); Université de Strasbourg (France); University College Dublin (Irlanda); University of Notre Dame (Indiana, USA); University of Toronto (Canada);  University of Warsaw (Poland).

## Sommario e indicizzazione
Augustinianum è indicizzato e compendiato in L'Année philologique, ATLA Religion Database, FRANCIS, Index Religiosus, International Bibliography of Book Reviews of Scholarly Literature, International Bibliography of Periodical Literature, MLA International Bibliography, New Testament Abstracts, Periodicals Index Online (ProQuest), e PhilPapers.

## Galleria d'immagini

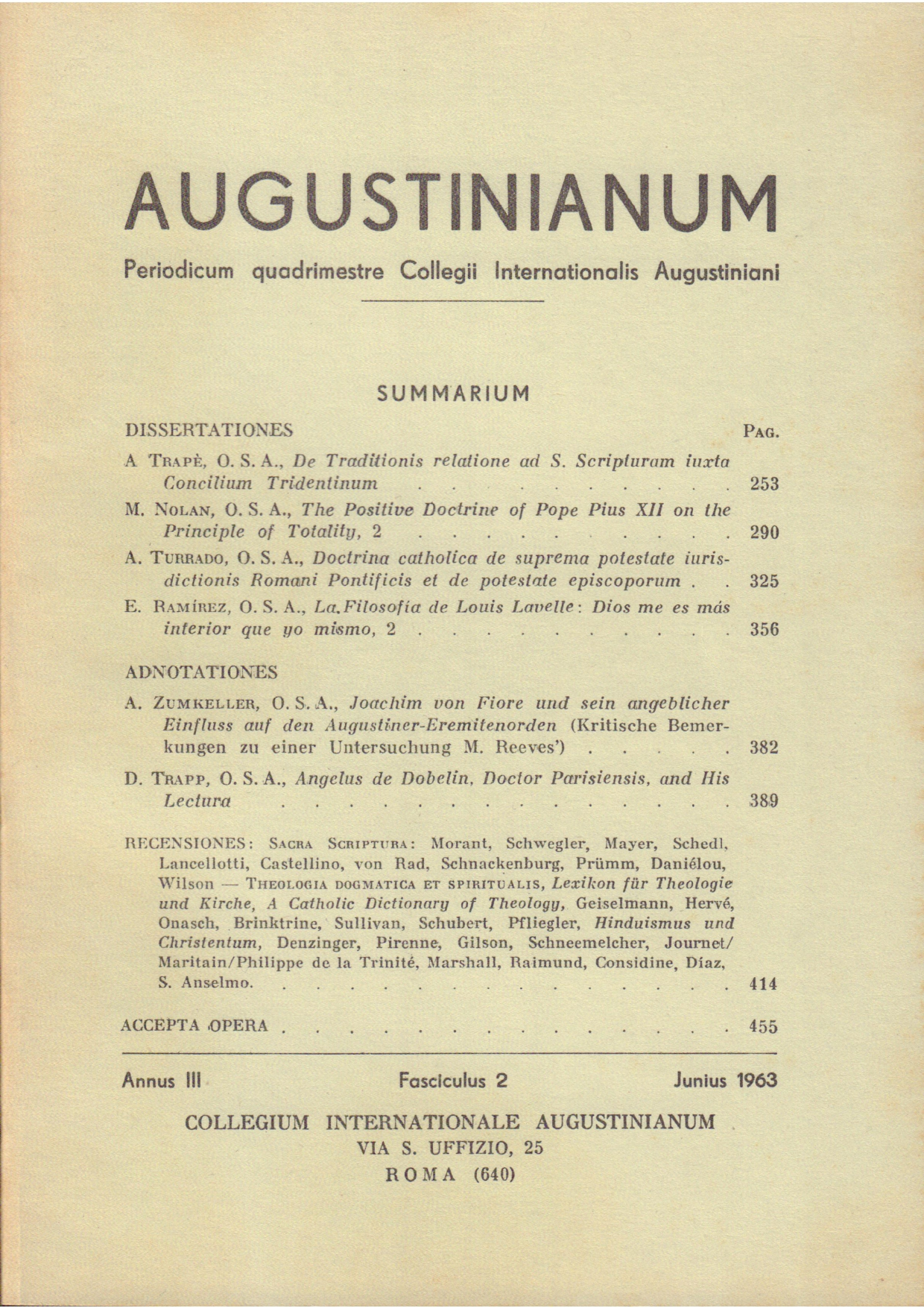
Copertina del fascicolo 2 del volume 3 (1963)
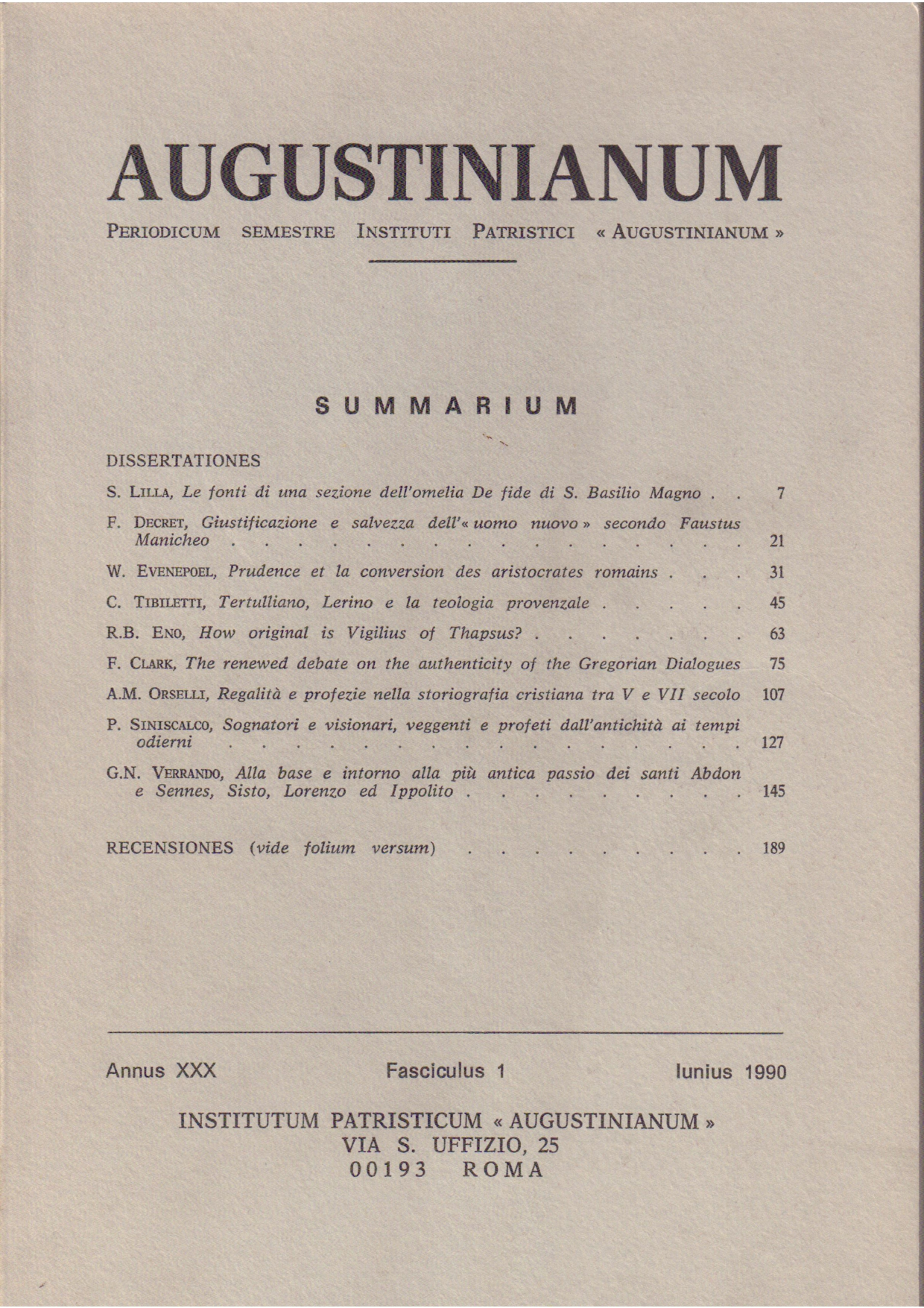
Copertina del fascicolo 1 del volume 30 (1990)
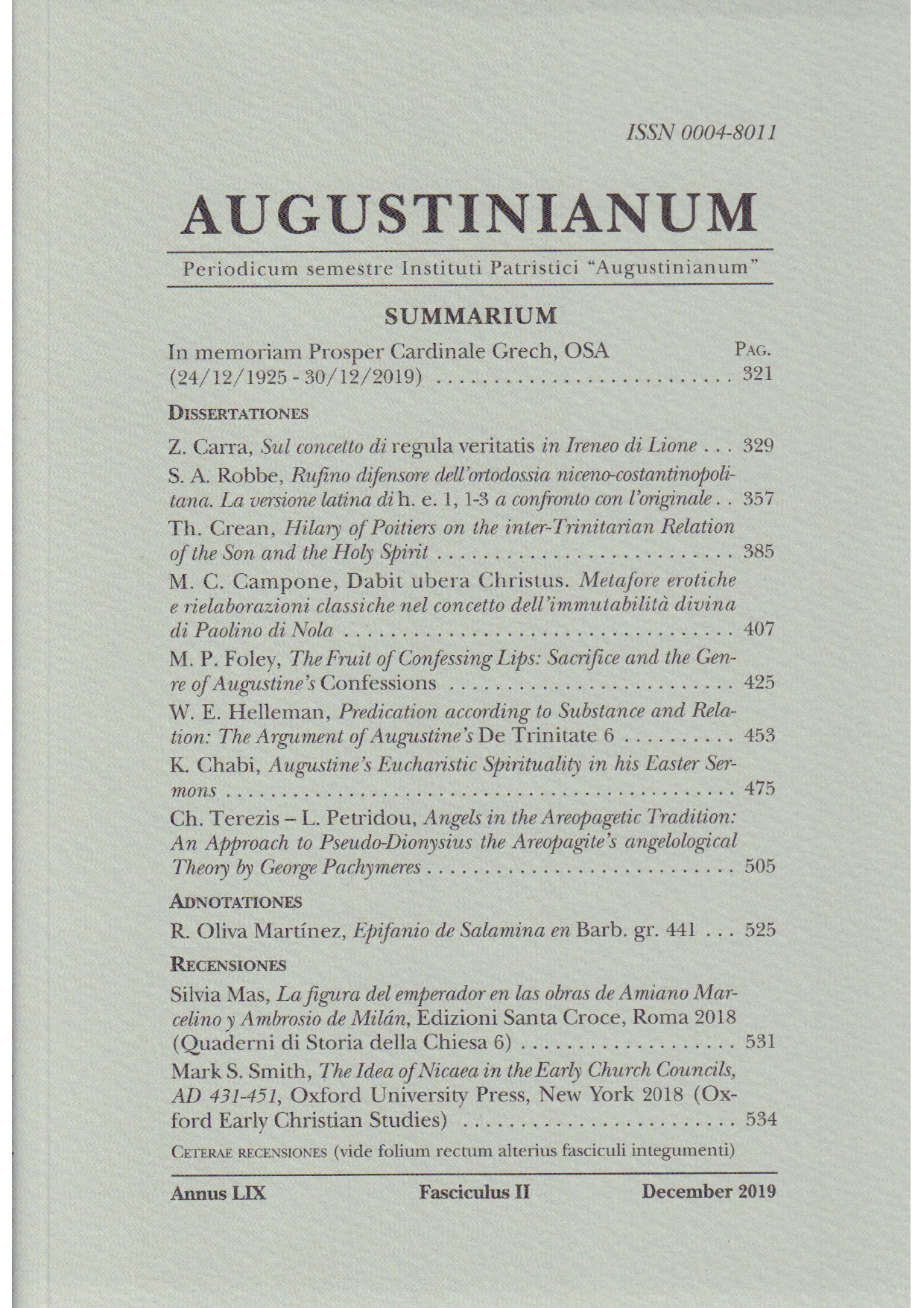
Copertina del fascicolo 2 del volume 59 (2019)